# Deutsche Pali-Gesellschaft
Die Deutsche Pali-Gesellschaft (DPG) war eine buddhistische Gesellschaft in Deutschland.

## Geschichte

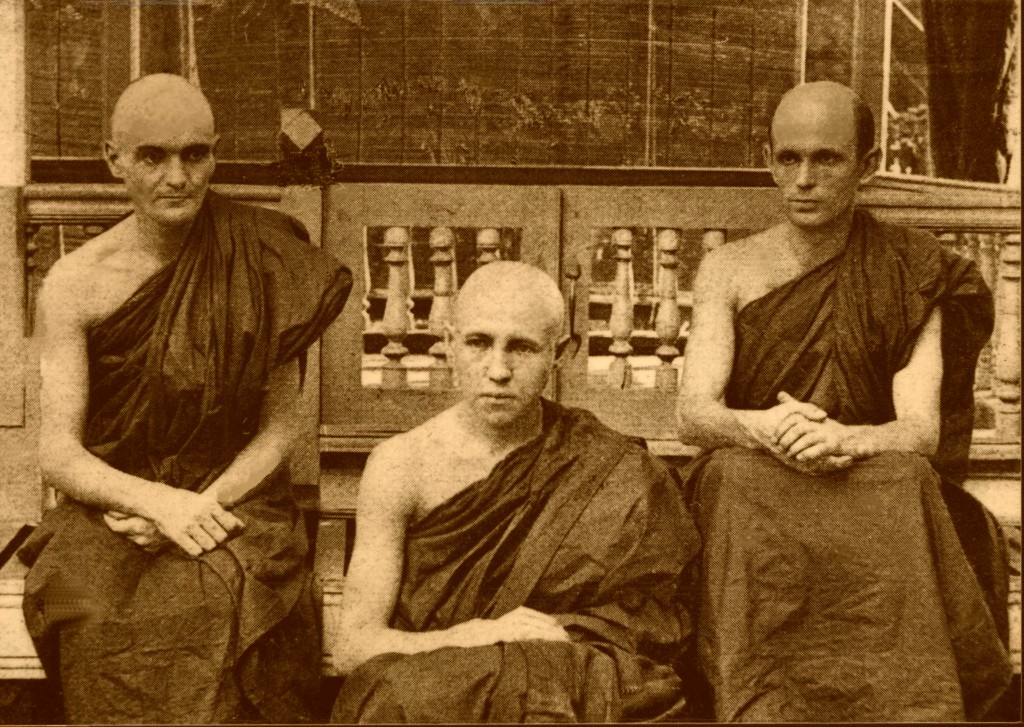
Silacara, Walter Markgraf (Dahammanusari), Nyanatiloka

Die Gesellschaft wurde am 12. September 1909 in Leipzig von Walter Markgraf, Karl Seidenstücker, Karl Strünckmann, Wolfgang Bohn, und Franz-Joseph Bauer nach dem Vorbild der britischen Pali Text Society mit dem Ziel gegründet, sich der Erforschung des Buddhismus allgemein und der Verbreitung buddhistischer Texte in Deutschland zu widmen. Vorsitzender war zunächst Walter Markgraf und ab dem 9. Oktober 1910 Karl Strünckmann. Am 18. April 1911 trat der gesamte Vorstand wegen Differenzen mit Karl Seidenstücker zurück, Walter Markgraf wurde wieder Vorsitzender. Er legte im Mai 1913 den Vorsitz nieder, womit die Gesellschaft aufgelöst wurde. Sie hatte als Höchstzahl 35 Mitglieder.
Ehrenmitglieder waren T. W. Rhys Davids (Gründer der Pali Text Society) und Silacara. Ehrenvorsitzender war Nyanatiloka.

## Schriften
Die Buddhistische Welt. Deutsche Monatsschrift für Buddhismus.
Die letzte Ausgabe dieser Zeitschrift von 1913 (Jahrgang VI) trug den Titel Indien und die buddhistische Welt; Deutsche Zeitschrift für das Gesamtgebiet des Buddhismus und der indischen Kultur.
Die Rechte des Verlags von Walter Markgraf und der Verlagsbestand gingen nach dem Krieg und dem Tod von Walter Markgraf (1915) an den Verlag des Buchhändlers und Verlegers buddhistischer Literatur Oskar Schloss über, den Oskar-Schloss-Verlag in Neubiberg. Im Vorwort seines Verlagskatalogs von 1924 bezeichnet Oskar Schloss seinen Verlag als denjenigen, „der jetzt der eigentliche Mittelpunkt der buddhistischen Literatur in den deutschsprechenden Ländern geworden ist.“. In seinem Katalog bietet er (auf Seite 68) die Jahrgänge IV, V, und VI an.
Walter Markgraf gab in seinem Verlag weitere Titel heraus, wie (s. Commons)
• Der Buddhismus
• Buddhismus als Wissenschaft (übersetzt von Karl Seidenstücker)
• Reden des Buddha (Vierer Buch) (übersetzt von Nyanatiloka)
Die Buchtitel tragen oft einen Stempel mit Hakenkreuz, im Buddhismus dem Symbol für Glück.